# Tomás Ó Fiaich
Tomás Ó Fiaich (ur. 3 listopada 1923 w Crossmaglen, zm. 8 maja 1990 w Tuluzie) – irlandzki duchowny katolicki, kardynał, prymas całej Irlandii, Arcybiskup Armagh.

## Życiorys
Święcenia kapłańskie przyjął 6 lipca 1948 roku. W latach 1974–1977 pełnił funkcję rektora St Patrick's College. 18 sierpnia 1977 roku został mianowany arcybiskupem Armagh i prymasem całej Irlandii, 2 października 1977 roku przyjął sakrę biskupią z rąk arcybiskupa Gaetano Alibrandiego nuncjusza apostolskiego w Irlandii (współkonsekratorami byli biskupi Francis Lenny i William J. Philbin). Od 1977 roku był również przewodniczącym Konferencji Episkopatu Irlandii. Na konsystorzu 30 czerwca 1979 roku papież Jan Paweł II wyniósł go do godności kardynalskiej z tytułem prezbitera San Patrizio.